# Lóbulo (botânica)

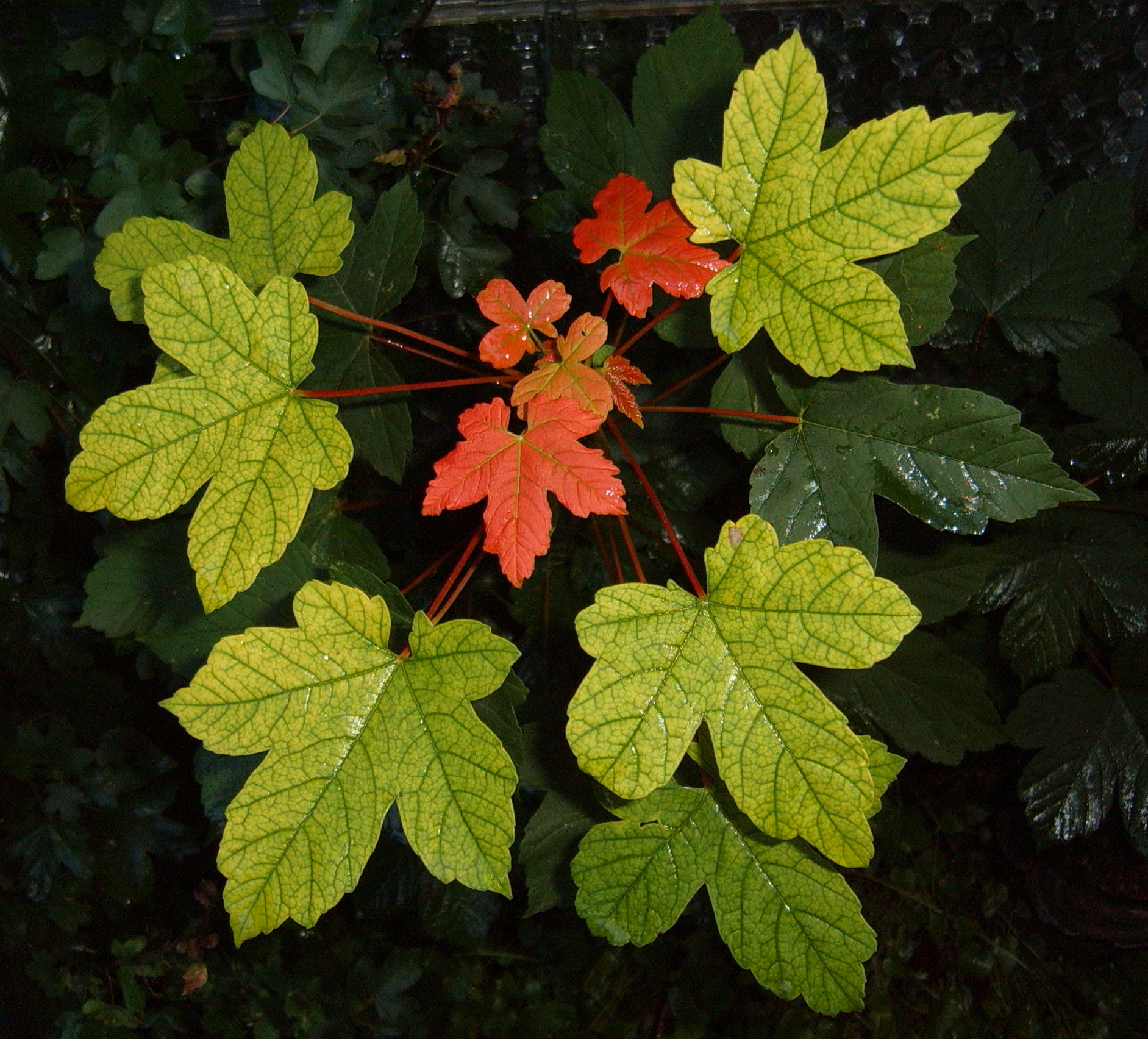
Folhas de bordo com lóbulos palmados.

Em botânica, um lóbulo é uma divisão arredondada e pouco profunda do limbo de uma folha. É também a divisão de uma folha ou outro órgão que é maior do que um dente (folha dentada) e não tem um caule distinto. 